# ستاوکت-ایست ستاوکت (نیویورک)
ستاوکت-ایست ستاوکت (به انگلیسی: Setauket-East Setauket) یک منطقهٔ مسکونی در ایالات متحده آمریکا است که در شهرستان سافک، نیویورک واقع شده‌است. ستاوکت-ایست ستاوکت ۲۴٫۲ کیلومتر مربع مساحت و ۱۵٬۴۷۷ نفر جمعیت دارد.